# جین باتوری
ژان باتوری (فرانسوی: Jane Bathori‎; ۱۴ ژوئن ۱۸۷۷ – ۲۵ ژانویهٔ ۱۹۷۰) خواننده متزوسوپرانو و خواننده اپرای مشهور اهل فرانسه بود.